# 卢特里尼站
卢特里尼站是叶尔加瓦-利耶帕亚铁路线上的一个火车站；车站建于1928年，然而由于经营不善的缘故车站于2001年6月15日关闭；目前为止车站大楼已不复存在。